# Torped 45
Torped 45 (451/452) var fjärde generationen av en lätt torped för ubåtsjakt eller lättare ytfartyg sedan 1993, som därefter har vidareutvecklades av Saab Dynamics för Svenska flottan baserad på erfarenheter från välbeprövade Torped 43, Torped 42/422(helikopter) samt Torped 41 från 1963. År 2022 ersattes Torped 45 med Torped 47.

## Prestanda
Torpeden är första generationen med moduldesign och har diameter på 40 cm, är 2,85 m lång och väger 320 kg. De båda motroterande propellrarna drivs via växlad tyristorstyrd likströmsmotor och batteritypen Ag(I)-Zn med kapacitet på 4,2 kWh. Torpeden är trådstyrd och har en uppgraderad passiv/aktiv sonarmålsökare, vilket är en av förändringarna jämfört med Torped 43 från 1988. Den kan avfyras från ubåt, ytfartyg, helikopter (utan fallskärm) och fast installation. I övningstorpedens stridsdel har laddningen ersatt av loggningsutrustning för analys.

## Export av Torped 45/43X2
Torped 45 exporterades till Pakistan våren 1994 med beteckningen 43X2, Singapore och lånades ut till Finland 2018-..

## Långdragen beställningsprocess
År 1996 fick Celsius en utvecklingsbeställning av Danmark och Sverige på Torped 90/Grampus - en ny lätt ubåtsjakttorped. År 2010 beslutade regeringen om att skaffa ett nytt lätt torpedsystem. I Riksrevisionens utredning ”Leverans på utsatt tid? (RiR 2011:13)” nämns projekten Torped 45D, Torped 46 och Torped-Mina-Sensor(TMS). I maj 2016 meddelade regeringen (igen) att Torped 45 ska ersättas av en ny Torped 47. Enligt betänkande SOU 2018:7 kommer Torped 45 ersättas av Torped 47 år 2023.